# 249 (число)
249 (Дві́сті со́рок де́в'ять) — натуральне число між 248 та 250.
- 249 день в році — 6 вересня (у високосний рік 5 вересня).

## У математиці
- 14-те триморфне число.

## В інших галузях
- 249 рік
- 249 до н. е.
- 249 китайська прізвище по Байцзясін — Цзу (прізвище)
- В Юнікоді 00F916 — код для символу «u» (Latin Small Letter U With Grave).
- html-код &#249; виводить символ «ù»